# Festiwal Prapremier
Festiwal Prapremier w Bydgoszczy – ogólnopolski festiwal teatralny organizowany od roku 2002 przez Teatr Polski w Bydgoszczy co roku jesienią. Jego program obejmuje prapremiery sztuk teatralnych. Pomysłodawcą festiwalu był były dyrektor Teatru Polskiego – Adam Orzechowski, który w 2006 roku, na V. Festiwalu pożegnał się z bydgoską sceną teatralną i bydgoską widownią. Jego następcą został Paweł Łysak.

## Edycje

### I edycja
- Data: 28 IX - 4 X 2002
- Liczba przedstawień konkursowych: 10[2]
- Nagrody:
  - Zwycięzca (Grand Prix):[3]
    - Marek Fledor za adaptację i inscenizację przedstawienia Matka Joanna od Aniołów – Teatr im. J. Kochanowskiego w Opolu

  - Nagroda za reżyserię: dwie równorzędne nagrody w wysokości 3 000 zł:
    - Paweł Szkotak (Rodzina wampira – Teatr Polski w Bydgoszczy i Martwa Królewna – Teatr Polski w Poznaniu)

### II edycja
- Data: 28 IX - 3 X 2003
- Liczba przedstawień konkursowych: 12[4]

### III edycja
- Data: 1-7 X 2004 (plakat). teatry.art.pl. [zarchiwizowane z tego adresu (2012-01-11)].
- Liczba przedstawień konkursowych: 13
- Nagrody:
  - Zwycięzca (Grand Prix): dwie równorzędne nagrody po 10 000 zł:
    - Paweł Miśkiewicz za spektakl Niewina – Teatr Stary (Kraków)
    - Anna Augustynowicz za spektakl Powrót na pustynię – Teatr Powszechny (Warszawa)

  - Nagroda za reżyserię: dwie równorzędne nagrody w wysokości 3 000 zł:
    - Iwona Kempa za spektakle: Kamień i popioły i Portugalia - kolejno: Teatr Polski (Bydgoszcz) i Teatr Polski (Poznań)
    - Jan Klata za spektakl Lochy Watykanu – Teatr Współczesny (Wrocław)

  - Nagroda Radia PIK: Andrzej Sadowski za wyreżyserowanie spektaklu Skrzyneczka bez pudła – Teatr im. Adama Mickiewicza (Częstochowa); wysokość nagrody: 1 000 zł
  - Nagroda aktorska:
    - nagrody główne: nagrody w wysokości 2 500 zł:
      - Dominika Ostałowska za rolę Mathilde w spektaklu Powrót na pustynię (reż. Anna Augustynowicz) – Teatr Powszechny (Warszawa)
      - Adam Woronowicz za rolę Adriena w tym samym spektaklu
      - Magdalena Jarosz za rolę Pani Habersatt w spektaklu Niewina (reż. Paweł Miśkiewicz) – Teatr Stary (Kraków)

    - wyróżnienie: Janusz Chabior za rolę epizodyczną Rufusa w spektaklu Szaweł (reż. Jacek Głomb) – Teatr im. Heleny Modrzejewskiej (Legnica); nagroda w wysokości 1 000 zł
    - wyróżnienie dla młodego aktora: Krystian Wieczorek za rolę Jajca w spektaklu Kamień i popioły (reż. Iwona Kempa) – Teatr Polski (Bydgoszcz); nagroda w wysokości 1 000 zł

  - Nagrody młodych:
    - za spektakl: Szaweł w reżyserii Jacka Głomba – Teatr im. Heleny Modrzejewskiej (Legnica)
    - za rolę męską: Krystian Wieczorek w spektaklu Kamień i popioły (reż. Iwona Kempa) – Teatr Polski (Bydgoszcz)
    - za przyśpieszony kurs obsługi policjanta: Ryszard Jasiński w spektaklu Dialogi o zwierzętach (reż. Remigiusz Brzyk) – Teatr Wybrzeże (Gdańsk)

  - Nagroda im. Konieczki (nagroda Gazety Wyborczej dla wyróżniającego się młodego aktora): Marek Tynda
- Skład jury:
  - Małgorzata Sugiera (przewodniczący jury)
  - Paweł Konic
  - Janusz Majcherek
  - Jacek Sieradzki

### IV edycja
- Data: 30 IX - 5 X 2005 (plakat). teatry.art.pl. [zarchiwizowane z tego adresu (2012-01-11)].
- Liczba przedstawień konkursowych: 10
- Nagrody:
  - Zwycięzca (Grand Prix): nie przyznano – przyznano nagrodę za autorski spektakl dla Przemysława Wojcieszka za przedstawienie Made in Poland – Teatr im. Heleny Modrzejewskiej (Legnica); wysokość nagrody: 10 000 zł
  - Nagroda za reżyserię: Mariusz Grzegorzek za spektakl Blask życia – Teatr im. Stefana Jaracza (Łódź); wysokość nagrody: 7 000 zł
  - Nagroda Radia PIK: Piotr Ligenza za rolę Maksa w spektaklu Plastelina (reż. Grzegorz Wiśniewski) – Teatr Polski (Bydgoszcz); wysokość nagrody: 1 000 zł
  - Nagrody aktorskie:
    - Janusz Chabior za rolę Nauczyciela w spektaklu Made in Poland (reż. Przemysław Wojcieszek) – Teatr im. Heleny Modrzejewskiej (Legnica); wysokość nagrody: 3 000 zł
    - Ewa Jendrzejewska za rolę Kobiety na stadionie w spektaklu Plastelina (reż. Grzegorz Wiśniewski) – Teatr Polski (Bydgoszcz); wysokość nagrody: 3 000 zł
    - Małgorzata Buczkowska za rolę Lisy w spektaklu Blask życia (reż. Mariusz Grzegorzek) – Teatr im. Stefana Jaracza (Łódź); wysokość nagrody: 5 000 zł

  - Inne:
    - za scenografię: Magdalena Gajewska – spektakl Plastelina (reż. Grzegorz Wiśniewski) – Teatr Polski (Bydgoszcz); wysokość nagrody: 3 000 zł
    - za kreację poetyckiego świata: Wiktor Ryżakow – spektakl Ja – Teatr im. Wilama Horzycy (Toruń); wysokość nagrody: 4 000 zł

  - Nagrody młodych:
    - za spektakl: Made in Poland w reżyserii Przemysława Wojcieszeka – Teatr im. Heleny Modrzejewskiej (Legnica)
    - za reżyserię: Grzegorz Wiśniewski za przedstawienie Plastelina – Teatr Polski (Bydgoszcz)
    - za rolę żeńską: Ewa Audykowska w spektaklu Zwał (reż. Emilia Sadowska) – Teatr Polski (Poznań)
    - za rolę męską: Piotr Ligienza w spektaklu Plastelina (reż. Grzegorz Wiśniewski) – Teatr Polski (Bydgoszcz)
- Skład jury:
  - Hanna Baltyn (przewodnicząca jury)
  - Jan Ciechowicz
  - Janusz Majcherek
  - Tadeusz Nyczek

### V edycja
- Data: 5-11 X 2006 (plakat). teatry.art.pl. [zarchiwizowane z tego adresu (2007-09-26)].
- Liczba przedstawień konkursowych: 10
  - Nagrody:
    - Zwycięzca (Grand Prix): Teatr Krypta (Szczecin) za spektakl Mojo Mickybo; wysokość nagrody: 18 000 zł; skład zespołu:
      - Grzegorz Falkowski
      - Paweł Niczewski
      - Wiktor Rubin (reżyser)

    - Nagroda za reżyserię: Anna Augustynowicz za spektakl Napis – Teatr Współczesny (Szczecin); wysokość nagrody: 6 000 zł
    - Nagroda Radia PIK: Jolanta Olszewska za rolę Niemej w spektaklu Alina na zachód (reż. Paweł Miśkiewicz) – Teatr Dramatyczny (Warszawa); wysokość nagrody: 1 000 zł
    - Nagroda dla młodej aktorki: Marieta Żukowska za rolę Isobel w spektaklu Lew na ulicy (reż. Mariusz Grzegorzek) – Teatr im. Stefana Jaracza (Łódź); wysokość nagrody: 1 000 zł
    - Nagroda aktorska: cztery równorzędne nagrody w wysokości 2 500 zł dla:
      - Wiesław Cichy za rolę Józefa Rybka w spektaklu Wszystkim Zygmuntom między oczy!!! (reż. Marek Fiedor) – Teatr Polski (Wrocław)
      - Mariusz Kiljan za rolę Rubina, w tym samym spektaklu
      - Wojciech Mecwaldowski za rolę Bociana, w tym samym spektaklu
      - Małgorzata Rożniatowska za rolę Anity Szaniawskiej w spektaklu Uwaga, złe psy (reż. Michał Siegoczyński) – Teatr Wytwórnia (Warszawa)

    - Nagrody młodych:
      - za spektakl: Mojo Mickybo w reżyserii Wiktora Rubina – Teatr Krypta (Szczecin)
      - za reżyserię: Jan Klata za przedstawienie Trzy stygmaty Palmera Eldritcha – Teatr Stary (Kraków)
      - za pierwszoplanową rolę żeńską: Marieta Żukowska w spektaklu Lew na ulicy (reż. Mariusz Grzegorzek) – Teatr im. Stefana Jaracza (Łódź)
      - za pierwszoplanową rolę męską: Jakub Giel w spektaklu Honor samuraja (reż. Monika Strzępka) – Teatr im. Cypriana Kamila Norwida (Jelenia Góra)
      - za drugoplanową rolę żeńską: Małgorzata Gałkowska w spektaklu Trzy stygmaty Palmera Eldritcha (reż. Jan Klata) – Teatr Stary (Kraków)
      - za drugoplanową rolę męską: Mariusz Kiljan w spektaklu Wszystkim Zygmuntom między oczy (reż. Marek Fiedor) – Teatr Polski (Wrocław)

    - Nagroda im. Konieczki (nagroda Gazety Wyborczej dla wyróżniającego się młodego aktora): Krystian Wieczorek

  - Skład jury:
    - Cezary Niedziółka (przewodniczący jury)
    - Hanna Baltyn
    - Marek Modzelewski

### VI edycja
- Data: 29 IX-6 X 2007, Aneks Festiwalu Prapremier 19 -22 X 2007
- Liczba przedstawień konkursowych: 16[5]
- Nagrody:
  - Zwycięzca (Grand Prix): Teatr Krypta (Szczecin) za spektakl Mojo Mickybo; wysokość nagrody: 18 000 zł; skład zespołu:
    - Grzegorz Falkowski
    - Paweł Niczewski
    - Wiktor Rubin (reżyser)

  - Nagroda za reżyserię: Anna Augustynowicz za spektakl Napis – Teatr Współczesny (Szczecin); wysokość nagrody: 6 000 zł
  - Nagroda Radia PIK: Jolanta Olszewska za rolę Niemej w spektaklu Alina na zachód (reż. Paweł Miśkiewicz) – Teatr Dramatyczny (Warszawa); wysokość nagrody: 1 000 zł
  - Nagroda dla młodej aktorki: Marieta Żukowska za rolę Isobel w spektaklu Lew na ulicy (reż. Mariusz Grzegorzek) – Teatr im. Stefana Jaracza (Łódź); wysokość nagrody: 1 000 zł
  - Nagroda aktorska: cztery równorzędne nagrody w wysokości 2 500 zł dla:
    - Wiesław Cichy za rolę Józefa Rybka w spektaklu Wszystkim Zygmuntom między oczy!!! (reż. Marek Fiedor) – Teatr Polski (Wrocław)
    - Mariusz Kiljan za rolę Rubina, w tym samym spektaklu
    - Wojciech Mecwaldowski za rolę Bociana, w tym samym spektaklu
    - Małgorzata Rożniatowska za rolę Anity Szaniawskiej w spektaklu Uwaga, złe psy (reż. Michał Siegoczyński) – Teatr Wytwórnia (Warszawa)

  - Nagrody młodych:
    - za spektakl: Mojo Mickybo w reżyserii Wiktora Rubina – Teatr Krypta (Szczecin)
    - za reżyserię: Jan Klata za przedstawienie Trzy stygmaty Palmera Eldritcha – Teatr Stary (Kraków)
    - za pierwszoplanową rolę żeńską: Marieta Żukowska w spektaklu Lew na ulicy (reż. Mariusz Grzegorzek) – Teatr im. Stefana Jaracza (Łódź)
    - za pierwszoplanową rolę męską: Jakub Giel w spektaklu Honor samuraja (reż. Monika Strzępka) – Teatr im. Cypriana Kamila Norwida (Jelenia Góra)
    - za drugoplanową rolę żeńską: Małgorzata Gałkowska w spektaklu Trzy stygmaty Palmera Eldritcha (reż. Jan Klata) – Teatr Stary (Kraków)
    - za drugoplanową rolę męską: Mariusz Kiljan w spektaklu Wszystkim Zygmuntom między oczy (reż. Marek Fiedor) – Teatr Polski (Wrocław)

  - Nagroda im. Konieczki (nagroda Gazety Wyborczej dla wyróżniającego się młodego aktora): Krystian Wieczorek
- Skład jury:
  - Cezary Niedziółka (przewodniczący jury)
  - Hanna Baltyn
  - Marek Modzelewski

### VII edycja
- Data: 5-12 X 2008, Aneks Festiwalu Prapremier Bydgoszcz 16-19 X 2008, Aneks Festiwalu Prapremier Warszawa 25-20 X 2008
- Liczba przedstawień konkursowych: 14[6]
- Nagrody:[7]
  - Zwycięzca (Grand Prix): dla Michała Zadary za spektakl Ifigenia. Nowa tragedia – Narodowy Stary Teatr w Krakowie; wysokość nagrody 10 tys. zł
  - Nagroda Radia PIK: Sławomirowi Maciejewskiemu za rolę Bernarda z Clairvaux w spektaklu In Extremis Teatru im. Wilama Horzycy w Toruniu; wysokość nagrody 2 000 zł
  - Nagrody aktorskie: trzy równorzędne nagrody, każda w wysokości 2 500 zł 
    - Beacie Bandurskiej za role w spektaklach: Witaj/Żegnaj oraz Nordost Teatru Polskiego im. Hieronima Konieczki w Bydgoszczy
    - Annie Radwan za rolę Klitajmnestry w spektaklu Ifigenia. Nowa tragedia według Racine’a Narodowego Starego Teatru im. Heleny Modrzejewskiej w Krakowie
    - Adamowi Nawojczykowi za rolę w spektaklu Blogi.pl Narodowego Starego Teatru im. Heleny Modrzejewskiej w Krakowie

- Inne:
  - za reżyserię Janowi Klacie, za scenografię Justynie Łagowskiej oraz zespołowi aktorskiemu za spektakl Witaj/Żegnaj Teatru Polskiego im. Hieronima Konieczki w Bydgoszczy; wysokość nagrody: 6 500 zł

- Skład jury:
  - Anna Schiller
  - Jan Buchwald
  - Krzysztof Mieszkowski

### VIII edycja
- Data: 2 X-11 X 2009, Aneks Festiwalu Prapremier 14-26 X 2009

### IX edycja
- Data: 1-10 X 2010, Aneks Festiwalu Prapremier 10-17 X 2010

### X edycja
- Data: 1 -9 X 2011, Aneks Festiwalu Prapremier 14-16 X 2011